# Dikerogammarus
Dikerogammarus is een geslacht uit de  orde van de Amphipoda. 
Het geslacht omvat de volgende soorten :
- Dikerogammarus aralychensis (Birstein, 1932)
- Dikerogammarus bispinosus Martynov, 1925
- Dikerogammarus caspius (Pallas, 1771)
- Dikerogammarus fluviatilis Martynov, 1919
- Dikerogammarus gruberi Mateus & Mateus, 1990
- Dikerogammarus haemobaphes (Eichwald, 1841)
- Dikerogammarus istanbulensis Özbek & Özkan, 2011[2]
- Dikerogammarus oskari Birstein, 1945
- Dikerogammarus villosus (Sowinsky, 1894)